# Дистаннид рутения
Дистаннид рутения — бинарное интерметаллическое неорганическое соединение
рутения и олова
с формулой RuSn2,
кристаллы.

## Получение
- Сплавление стехиометрических количеств чистых веществ:

{\displaystyle {\mathsf {Ru+2Sn\ {\xrightarrow {1250^{o}C}}\ RuSn_{2}}}}

## Физические свойства
Дистаннид рутения образует кристаллы
тетрагональной сингонии,
пространственная группа I 4/mcm,
параметры ячейки a = 0,6389 нм, c = 0,5693 нм, Z = 4,
структура типа диалюминиймеди CuAl2

Соединение образуется по перитектической реакции при температуре ≈1250°C,
а при температуре ниже 700°C находится в метастабильном состоянии .